# Stará Hlína
Stará Hlína (německy Alt Lahm) je vesnice, část města Třeboň v okrese Jindřichův Hradec v Jihočeském kraji. Nachází se asi pět kilometrů severovýchodně od centra Třeboně. Prochází zde silnice I/34. Stará Hlína je také název katastrálního území o rozloze 11,61 km².

## Historie
První písemná zmínka o vesnici pochází z roku 1371.

## Přírodní poměry
Západně od vesnice leží přírodní rezervace Výtopa Rožmberka.

## Obyvatelstvo
| Rok            | 1869 | 1880 | 1890 | 1900 | 1910 | 1921 | 1930 | 1950 | 1961 | 1970 | 1980 | 1991 | 2001 | 2011 | 2021 |
| -------------- | ---- | ---- | ---- | ---- | ---- | ---- | ---- | ---- | ---- | ---- | ---- | ---- | ---- | ---- | ---- |
| Počet obyvatel | 506  | 421  | 458  | 410  | 381  | 383  | 372  | 261  | 273  | 254  | 239  | 234  | 248  | 241  | 228  |
| Počet domů     | 43   | 45   | 42   | 44   | 48   | 55   | 67   | 77   | 84   | 74   | 64   | 77   | 83   | 86   | 88   |

## Obecní správa
Při sčítání lidu v letech 1850–1983 Stará Hlína byla samostatnou obcí, se kterým patřila nejprve do okresu Třeboň, ale od roku 1960 v okrese Jindřichův Hradec. Od 1. července 1983 je částí města Třeboň v okrese Jindřichův Hradec. V letech 1850–1983 k obci patřily Holičky a Nová Hlína.

## Pamětihodnosti
- Nedaleko vesnice se rozkládá největší český rybník Rožmberk.
- Inundační most z 18. století – má dvanáct oblouků a celkovou délku 119 metrů.[8]
- Inundační most s pěti oblouky na rybníku Vítek.
- Kaple svatého Václava a Panny Marie v dnešní podobě z roku 1856.

## Rodáci
- Karel Čurda (1911–1947), československý voják v exilu za druhé světové války, člen paraskupiny Out Distance a pozdější konfident gestapa.
- Radovan Krátký (1921–1973), spisovatel

## Galerie

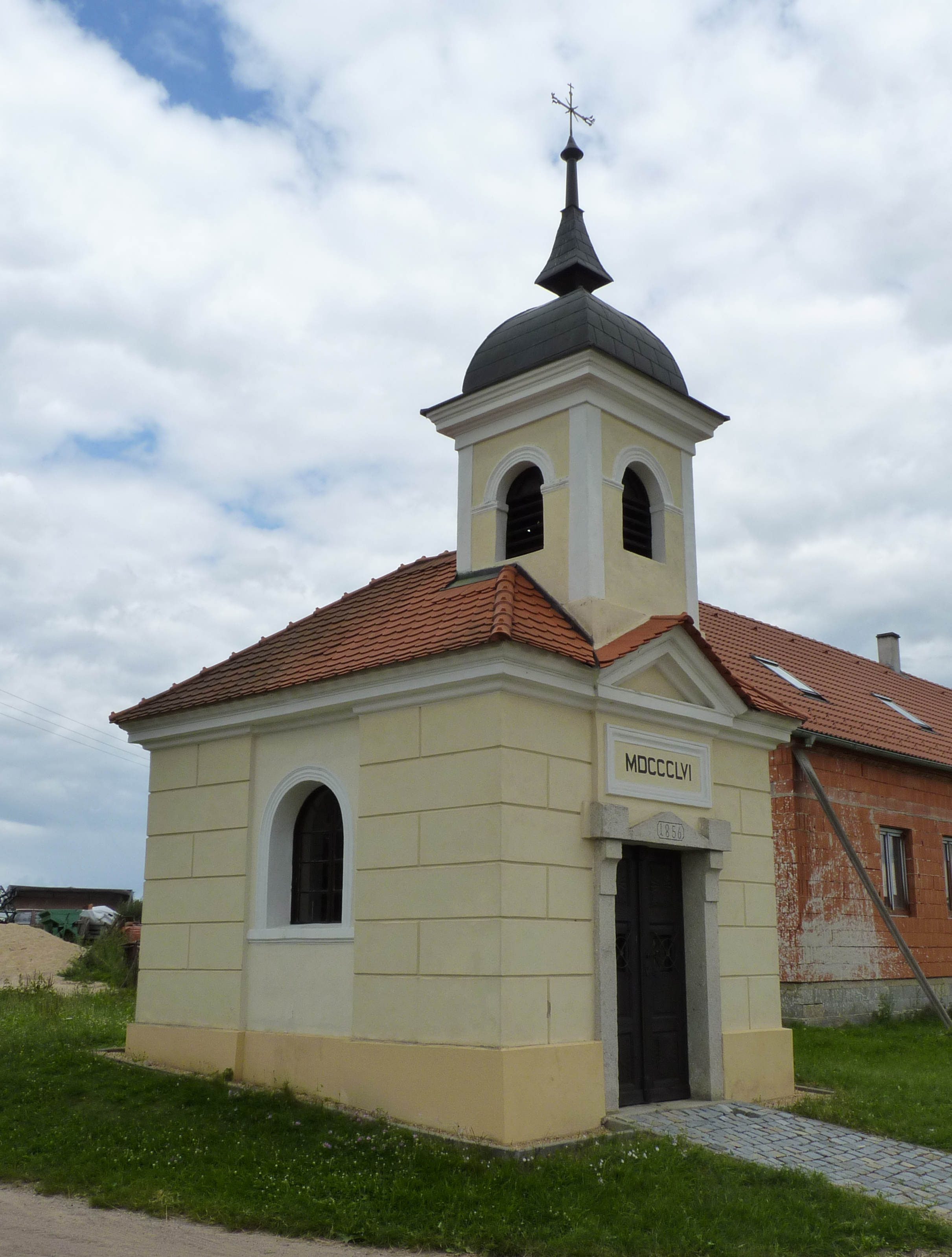
Kaple svatého Václava a Panny Marie
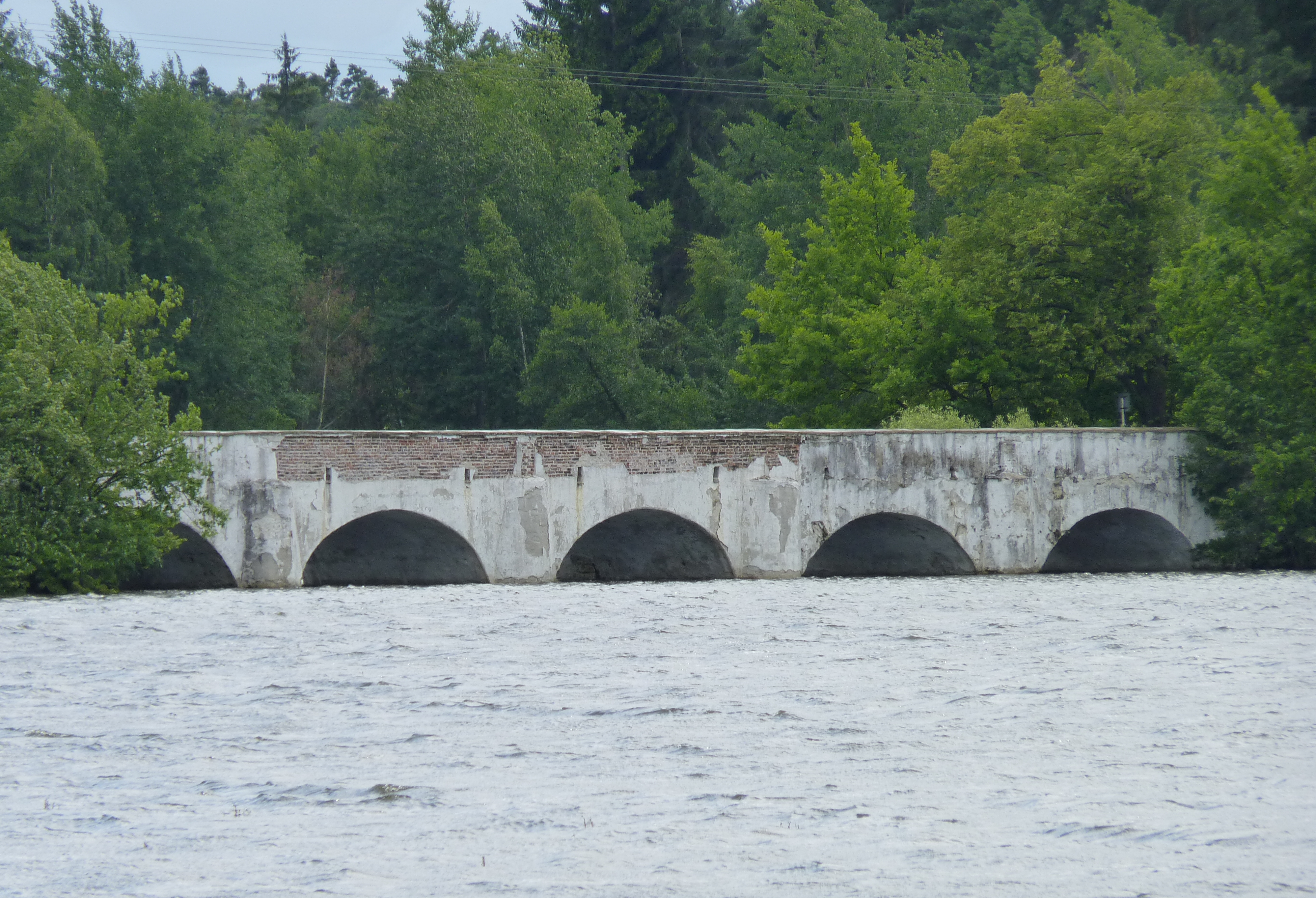
Inundační most na rybníku Vítek
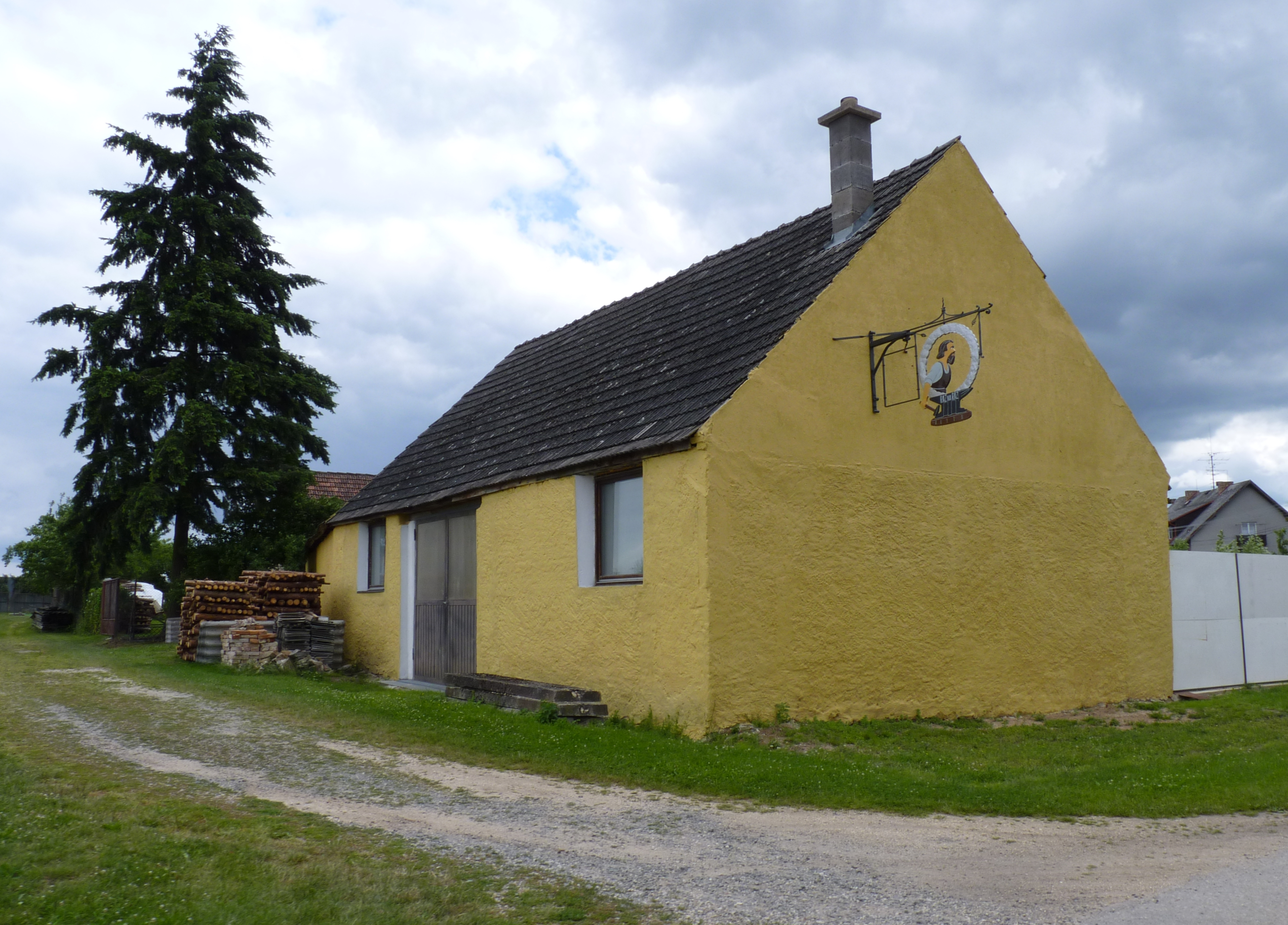
Kovárna